# 米罗斯拉夫·波利亚克
米罗斯拉夫·波利亚克（1944年9月3日—2015年11月2日），克罗地亚男子水球运动员。他曾代表南斯拉夫国家队参加1968年夏季奥林匹克运动会水球比赛，获得一枚金牌。